# Ecwid
Ecwid — AJAX-приложение, позволяющее добавить интернет-магазин на существующий сайт или страницу в социальной сети. Ecwid работает по модели SaaS: пользователи управляют товарами и категориями на веб-сервере и размещают код виджета с адаптивным дизайном на своей странице.
Система предлагает несколько вариантов создания интернет-магазина:
1. Создание сайта на Ecwid с нуля.
2. Добавление каталога на уже разработанный сайт на другой платформе.
3. Создание магазина внутри соцсетей[4].

В частности, в сентябре 2021 года, добавлена возможность настроить функцию продажи товаров через Инстаграм.
Через Ecwid можно продавать также цифровые товары, для этого нужно загрузить на хостинг файл для продажи. После оплаты клиент получает ссылку для скачивания
Ecwid ориентирован на малый и средний бизнес, бесплатен для магазинов с ограниченным числом товаров. Ecwid доступен на 45 языках, у него более 1 000 000 пользователей в 175 странах, большая часть — в США и Европе. Российских пользователей — около 20 %. По данным компании, около 10 % магазинов используют платные тарифные планы.  На Ecwid работают как начинающие магазины так и магазины уже имеющие миллионные обороты
Среди партнёров Ecwid хостинг-провайдеры, конструкторы сайтов и платёжные системы: Go Daddy, 1&1, Yola, Wix, Webydo, Endurance International Group, Wordpress.com, CM4all, PayPal, Google Checkout. Партнёрства включают в себя дистрибуцию, добавление магазина на сайт по принципу drag and drop, интеграцию онлайн- и офлайн-продаж на уровне платёжной системы.

## История
Ecwid был запущен за 9 месяцев в 2009 году, в первую версию было вложено $500 тысяч из личных средств Руслана Фазлыева. Это его второй проект в области разработки систем для электронной торговли. Созданный им в 2001 году X-Cart был одной из первых платформ для интернет-магазинов, ориентированных на небольшие компании.
В 2010 году Ecwid вышел в финал международного конкурса The Next Web Startup Rally 2010 и выиграл конкурс стартапов «Бизнес-проект 2010», организованный Forbes и Google. В 2011 году компания начала переговоры с фондом Runa Capital, которые закончились в декабре первым раундом инвестиций в $1,5 млн. Основными мотивами для привлечения инвестора была экспертиза Runa Capital и тесные связи фонда с компаниями из индустрии веб-хостинга, а ресурсы были направлены на развитие американского представительства. К этому моменту на Ecwid работало 115000 магазинов и он был третьим по популярности приложением для электронной торговли на Facebook
В 2012 году Ecwid после трёх лет конкуренции опередил Payvment по числу интернет-магазинов на страницах Facebook. В конце года американский офис компании возглавил Джим О’Хара. В начале 2013 Payvment был продан Intuit, а Ecwid выкупил его базу клиентов.
В феврале 2013 The Next Web назвал Ecwid лучшим приложением для электронной коммерции в России в рамках Russian Startup Awards 2013. В мае проект привлёк следующий раунд инвестиций на $5 млн от iTech Capital и Runa Capital. В ноябре 2013 года Ecwid занял 7 место в рейтинге лучших российских стартапов по версии издания Mashable, а рейтинг инвестиционной привлекательности Russian Startup Rating присвоил ему самый высокий индекс AAA.
С января 2015 года в Ecwid появилась возможность упрощённого размещения товаров на eBay. Прежде в число российских партнёров интернет-аукциона входили только крупные интернет-магазины.
На фоне роста спроса на онлайн-покупки и доставку во время эпидемии COVID-19, в мае 2020 года Ecwid привлекла $42 млн. долларов инвестиций от фондов Morgan Stanley Expansion Capital и PeakSpan Capital. Привлечённые средства Ecwid планирует частично направить на выкуп акций у ранних инвесторов и расширение текущей команды.
В июне 2021 стало известно, что Фазлыев продал Ecwid канадской компании Lightspeed за $500 млн.

### Ключевые возможности
- Встроенная статистика и отчёты;
- бесплатные SSL-сертификаты и стартовый сайт;
- каталог с опцией импорта и экспорта товаров;
- товарные фильтры и поиск по каталогу;
- кабинет пользователя;
- система скидок, возможность добавить промокод, сертификат и т.д.;
- интеграция с маркетплейсами и другими конструкторами;
- контроль за остатками, настройки виджетов, карточек товара, категорий и т.п.;
- возможность подключить платежные инструменты и службы доставки;
- SEO-возможности;
- возможность расширять имеющийся функционал с помощью дополнений;
- техподдержка в чате и по телефону[36].